# Yélo Taka
Yélo Taka (auch: Yéllo Taka, Yolotaka) ist ein Dorf in der Landgemeinde Diagourou in Niger.

## Geographie
Das Dorf befindet sich rund 15 Kilometer südlich des Hauptorts Diagourou der gleichnamigen Landgemeinde, die zum Departement Téra in der Region Tillabéri gehört. Zu den Siedlungen in der näheren Umgebung von Yélo Taka zählen Arboudji im Nordwesten, Dar Es Salam im Osten, Bouppo im Südosten und Yélo Hamidou im Südwesten.
Yélo Taka ist Teil der Übergangszone zwischen Sahel und Sudan. Die durchschnittliche jährliche Niederschlagsmenge beträgt hier zwischen 400 und 500 mm. Bei der Siedlung erstreckt sich ein großer Teich, der Taka Bangou.

## Geschichte
Zum Ortsnamen gibt es unterschiedliche Herleitungen. Das Tamascheq-Wort Hellou bedeutet „Elefant“. Das Fulfulde-Wort Yollo lässt sich als „guter Platz“ übersetzen. Nach einer anderen Interpretation kommt Yelo ebenfalls aus dem Fulfulde, bedeutet jedoch „Einfriedung“. Der Namensbestandteil Taka setzt sich aus den Songhai-Wörtern ta und ka zusammen und kann als „nimm und bring her“ übersetzt werden.
Yélo Taka wurden von transhumanten Viehzüchtern aus dem Nachbardorf Yélo Hamidou gegründet, die auf der Suche nach Weideland waren. Ein weiteres Dorf namens Taka, das nicht von Diagourou, sondern von Téra abhängig war, ging im Lauf der Zeit in Yélo Taka auf.
Eine bewaffnete Gruppe griff am 3. Mai 2023 das Dorf an und entführte sechs Personen, von denen zwei später wieder befreit wurden. Daraufhin flüchteten andere Bewohner aus Yélo Taka in die Departementshauptstadt Téra.

## Bevölkerung
Bei der Volkszählung 2012 hatte Yélo Taka 362 Einwohner, die in 37 Haushalten lebten. Bei der Volkszählung 2001 betrug die Einwohnerzahl 579 in 69 Haushalten und bei der Volkszählung 1988 belief sich die Einwohnerzahl auf 144 in 21 Haushalten.

## Wirtschaft und Infrastruktur
In Yélo Taka wird ein Wochenmarkt abgehalten. Beim Dorf wird Sorghum angebaut. Saisonal halten sich Wanderhirten in der Gegend auf. Zu den weiteren wirtschaftlichen Aktivitäten zählen die Fischerei am Taka Bangou, die Verwertung historischer Objekte, die Jagd, die Ziegelherstellung, die Bewirtschaftung von Steinbrüchen und das Holz- und Strohsammeln.
Mit einem Centre de Santé Intégré (CSI) ist ein Gesundheitszentrum im Ort vorhanden.